# Aeropuerto Internacional El Dorado
Aeropuerto Internacional El Dorado is het belangrijkste vliegveld in Colombia en bevindt zich 15 kilometer ten westen van het centrum van Bogota.
Het is het eerste vliegveld in Latijns-Amerika in vracht en derde in passagiers na Aeroporto Internacional de São Paulo-Guarulhos in São Paulo en Internationale Luchthaven Benito Juárez in Mexico (stad).
Het opereert nationale en internationale vluchten.

## Etymologie
Het vliegveld is genoemd naar het mythische goudland El Dorado dat verondersteld werd in Colombia te liggen.

## Terminals
De luchthaven telt 3 terminals: de internationale en nationale terminal El Dorado en Puente Aéreo.
De terminal Puente Aéreo is een privéterminal van Avianca voor nationale vluchten en heeft 14 gates.

## Geschiedenis
De passagiersterminal El Dorado is ontworpen in de tijd van generaal Gustavo Rojas Pinilla om het vliegveld El Techo te vervangen. De constructie begon in 1955 en het vliegveld werd voor het eerst gebruikt in 1959.
In 1981 wilde Avianca met de president-directeur Julio César Turbay Ayala een privévliegveld voor vluchten naar Medellín, Cali, Miami en New York. In 1990 kwam de Departamento Administrativo de Aeronáutica Civil zich vestigen in El Dorado. In dat jaar kwam daar ook de Centro de Estudios Aeronáuticos.

## Renovatieplan en realisatie

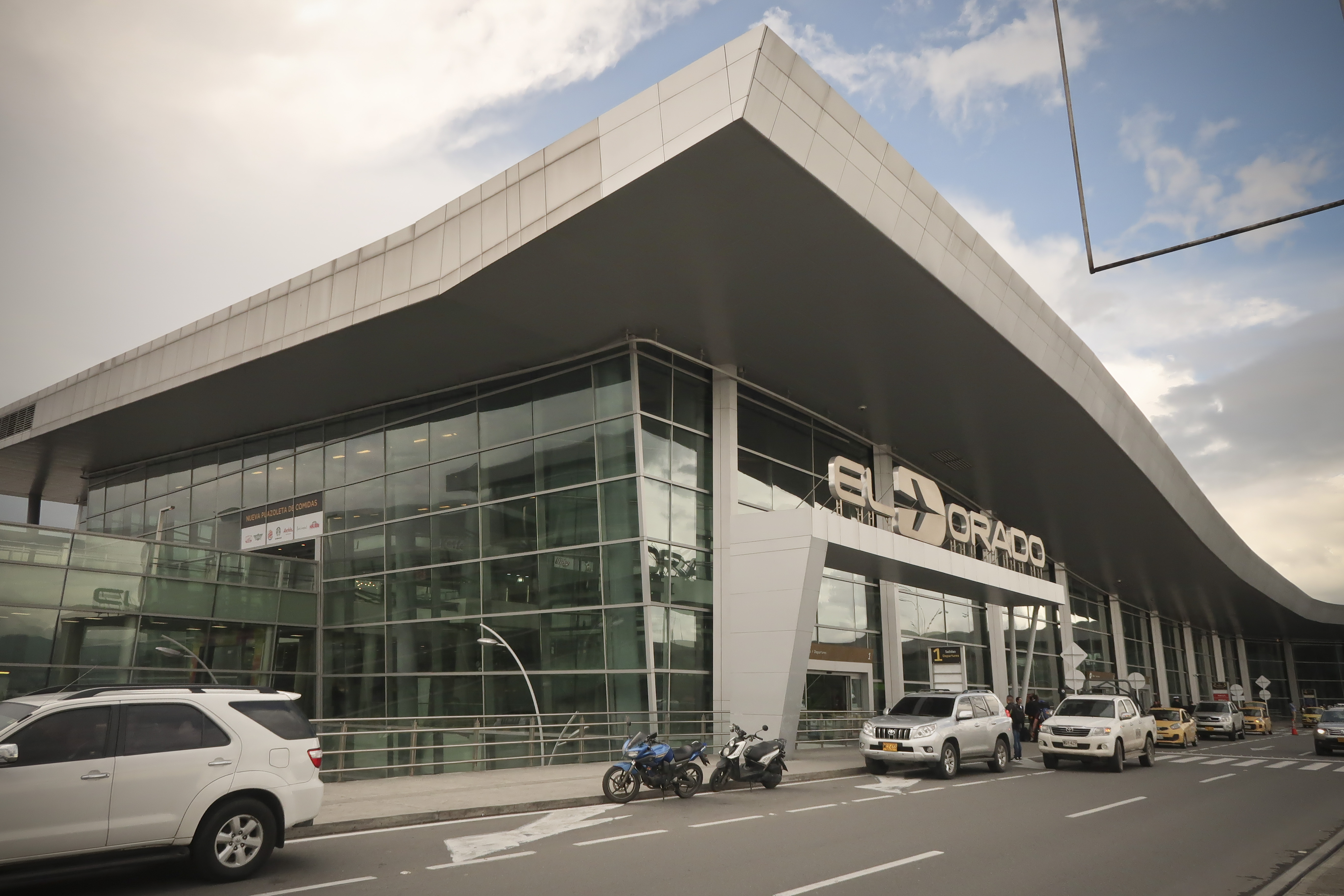
Toegang tot de nationale vluchten

De grote passagiersaantallen leidden tot een plan om een veel moderner vliegveld te ontwerpen met een grotere capaciteit, zowel voor passagiers als voor vracht. Eerst wilde men de oude terminal moderniseren maar het plan werd opgevat om een geheel nieuwe internationale en nationale terminal te bouwen.
Het project werd op 7 februari 2007 gegund aan Opain S.A. Op 18 oktober 2012 werd de moderne internationale terminal in gebruik genomen. Op 25 oktober 2013 volgde de opening van de nationale terminal. Met de nieuwe capaciteit van het moderne vliegveld kan El Dorado 16 miljoen passagiers en anderhalf miljoen ton per jaar te vervoeren.
Ook is er een plan voor een viaduct over de calle 26 te bouwen. De calle 26 is een snelle verbindingsweg tussen het centrum en de luchthaven.